# Reputantibus
Reputantibus ist eine Enzyklika von Papst Leo XIII. vom 20. August 1901. Er wandte sich zur „Sprachenfrage in Böhmen“ an den Erzbischof von Olmütz Theodor Kohn sowie an die Erzbischöfe und Bischöfe von Böhmen und Mähren.

## Sprache und Nation
In seiner Begrüßung klagt der Papst über den Hass der externen Feinde und stellt fest, dass diese Ketzer zur Uneinigkeit unter den Katholiken aufrufen wollen. In Böhmen sei diese Uneinigkeit in der Sprachfindung begründet, es sei richtig, dass jeder seine natürliche Sprache pflege, welche er von seinen Vorfahren geerbt habe. Was für private Rechte gültig sei, müsse auch in entsprechender Gebühr vom Staate bewahrt bleiben, denn dieses sichere das Gut der Nation.

## Vermeidung von Uneinigkeiten
Seine Sorge, so schreibt Leo XIII., sei, dass durch diese Sprachauseinandersetzungen die Religion in Mitleidenschaft gezogen würde. Es müsse daher alles unternommen werden, diese Streitigkeiten nicht zu einer Uneinigkeit unter den Christen auswachsen zu lassen. Es sei deshalb ratsam, sich im Rahmen seines apostolischen Auftrages nicht an diesen Auseinandersetzungen zu beteiligen. Ebenso wichtig sei, dass die Priesterseminaristen früh lernen würden, sich in brüderlicher Liebe zu üben und das Wort Gottes mit echtem Herzen zu verbreiten.